# 寧安駅
寧安駅（ねいあんえき）とは、黒竜江省牡丹江市寧安市寧安鎮に位置する密東線の駅。三等駅。

## 歴史
- 1935年：満洲国鉄の駅として開業[2]。

## 参考資料
1. ↑  “宁安火车站介绍”. 2016年8月2日時点のオリジナルよりアーカイブ。2017年2月7日閲覧。
2. ↑   http://kitabatake.world.coocan.jp/mansyu3.11.html#図佳線